# LLRV
Bell Aerosystems Lunar Landing Research Vehicle (LLRV) е експериментален летателен апарат с вертикално излитане и кацане по програмата Аполо. Симулатор на лунния модул създаден за наземни изпитания и ниски тренировъчни полети. В средите на пилотите изпитатели е известен с прозвището „летящия креват“. Изпитанията се осъществяват в Научноизследователския център Драйдън в авиобазата Едуардс, Калифорния. Бел аеросистемс построява пет летателни апарата: два Lunar Landing Research Vehicle (LLRV), за наземни изпитания и три Lunar Landing Training Vehicles (LLTV), за тренировъчни полети, при единична цена 2,5 милиона долара. В Хюстън, Тексас е построен и тренажор за предварително обучение на изпитателите.

## Начало на програмата
Аерокосмическия гигант Bell Aerosystems, Бъфало, Ню Йорк, сключва контракт с НАСА за построяването на пет експериментални апарата през декември 1961 г. На 1 февруари 1963 г. фирмата получава първия транш от 3,6 млн. долара и започва производството. През април 1964 г. е построен първия LLRV №1.

## Експериментални полети
Първият полет е осъществен от Джо Уокър на 30 октомври 1964 г. и е с продължителност 1 мин. Достигната е височина 3 m. Общо по програмата (в първият и етап до края на 1968 г.) са изпълнени 45 полета. Джо Уокър осъществява 35 тестови полета в периода октомври 1964 – ноември 1966 г. През декември 1966 г. LLRV №1 е доставен в космическия център „Линдън Джонсън“ в Хюстън, Тексас и започват тренировъчните полети на лунните екипажи. Осъществени са 10 такива от Нийл Армстронг. При тренировъчен полет на 6 май 1968 г., Армстронг губи контрол над апарата и се спасява единствено благодарение на отличните си реакции и безотказната катапултна система. След тези 45 полета, системата за управление на LLRV (LLTV) е призната от НАСА за годна и започва монтирането и в първите лунни модули. Полетите на апарата продължават и след започването на лунната програма. С останалите прототипи за извършени изпитателни полети с цел усъвършенстването на системите за управление на лунния модул на Аполо. През 1971 г. става още една катастрофа, без човешка жертва. Програмата е прекратена в края на същата година.

## Изпълнение на LLRV
- Екипаж – 1 човек
- Максимална скорост – 40 мили в час (около 60 км/час);
- Достигната височина на полета – 1800 м.;
- Вертикална скорост – около 18 м/с;
- Претоварване – 1,07 g;
- Продължителност на полета – 10 минути.